# Campionat del món de rem de 2011
El campionat del món de rem de 2011 va ser el campionat del món que es van celebrar entre el 28 d'agost i el 4 de setembre de 2011 al llac Bled, al municipi homònim d'Eslovènia.

## Resultats

### Masculí
Categories no olímpiques
| Categoria: | Or: | Temps   | Plata: | Temps   | Bronze: | Temps   |
| M1x        | Nova Zelanda · Mahé Drysdale | 6:39.56 | Txèquia · Ondřej Synek | 6:40.05 | Regne Unit · Alan Campbell | 6:44.86 |
| M2x        | Nova Zelanda · Nathan Cohen · Joseph Sullivan | 6:10.76 | Alemanya · Hans Gruhne · Stephan Krüger | 6:10.82 | França · Cédric Berrest · Julien Bahain | 6:14.31 |
| M4x        | Austràlia · Chris Morgan · James McRae · Karsten Forsterling · Daniel Noonan                                                                                         | 5:39.31 | Alemanya · Karl Schulze · Philipp Wende · Lauritz Schoof · Tim Grohmann                                                                                                 | 5:39.56 | Croàcia · David Šain · Martin Sinković · Damir Martin · Valent Sinković                                                                                                  | 5:42.82 |
| M2−        | Nova Zelanda · Eric Murray · Hamish Bond | 6:14.77 | Regne Unit · Pete Reed · Andrew Triggs Hodge | 6:16.27 | Itàlia · Niccolò Mornati · Lorenzo Carboncini | 6:21.33 |
| M4−        | Regne Unit · Matt Langridge · Richard Egington · Tom James · Alex Gregory                                                                                            | 5:55.18 | Grècia · Stergios Papachristos · Ioannis Tsilis · Georgios Tziallas · Ioannis Christou                                                                                  | 5:57.20 | Austràlia · Samuel Loch · Drew Ginn · Nicholas Purnell · Josh Dunkley-Smith                                                                                              | 5:58.44 |
| M2+        | Itàlia · Vincenzo Capelli · Pierpaolo Frattini · Niccolò Fanchi | 6:56.45 | Austràlia · Will Lockwood · James Chapman · David Webster | 6:58.20 | Canadà · Kevin Light · Steven Van Knotsenburg · Brian Price | 7:00.76 |
| M8+        | Alemanya · Gregor Hauffe · Andreas Kuffner · Eric Johannesen · Maximilian Reinelt · Richard Schmidt · Lukas Müller · Florian Mennigen · Kristof Wilke · Martin Sauer | 5:28.81 | Regne Unit · Nathaniel Reilly-O'Donnell · Cameron Nichol · James Foad · Alex Partridge · Mohamed Sbihi · Greg Searle · Tom Ransley · Daniel Ritchie · Phelan Hill       | 5:30.83 | Canadà · Gabriel Bergen · Andrew Byrnes · Jeremiah Brown · Douglas Csima · Malcolm Howard · Conlin McCabe · Robert Gibson · Will Crothers · Brian Price                  | 5:31.18 |
| LM1x       | Dinamarca · Henrik Stephansen | 6:54.73 | Itàlia · Pietro Ruta | 7:01.54 | Nova Zelanda · Duncan Grant | 7:03.30 |
| LM2x       | Regne Unit · Zac Purchase · Mark Hunter | 6:18.67 | Nova Zelanda · Storm Uru · Peter Taylor | 6:19.01 | Itàlia · Lorenzo Bertini · Elia Luini | 6:21.33 |
| LM4x       | Itàlia · Francesco Rigon · Daniele Gilardoni · Franco Sancassani · Stefano Basalini                                                                                  | 6:00.95 | Alemanya · Michael Wieler · Stefan Wallat · Jonas Schützeberg · Ingo Voigt                                                                                              | 6:01.08 | Dinamarca · Steffen Jensen · Martin Batenburg · Christian Nielsen · Hans Christian Sørensen                                                                              | 6:02.81 |
| LM2−       | Regne Unit · Peter Chambers · Kieren Emery | 6:27.30 | Itàlia · Luca De Maria · Armando Dell'Aquila | 6:28.59 | Alemanya · Bastian Seibt · Lars Wichert | 6:29.05 |
| LM4−       | Austràlia · Anthony Edwards · Samuel Beltz · Ben Cureton · Todd Skipworth                                                                                            | 5:55.10 | Itàlia · Daniele Danesin · Andrea Caianiello · Marcello Miani · Martino Goretti                                                                                         | 5:56.33 | Regne Unit · Richard Chambers · Chris Bartley · Paul Mattick · Rob Williams                                                                                              | 5:57.33 |
| LM8+       | Austràlia · Thomas Bertrand · Ross Brown · Blair Tunevitsch · Thomas Gibson · Alister Foot · Roderick Chisholm · Nicholas Baker · Darryn Purcell · David Webster     | 5:44.57 | Itàlia · Luigi Scala · Fabrizio Gabriele · Davide Riccardi · Gianluca Santi · Livio La Padula · Catello Amarante · Jiri Vlcek · Giorgio Tuccinardi · Gianluca Barattolo | 5:44.73 | Dinamarca · Lasse Dittmann · Daniel Graff · Anders Hansen · Jens Vilhelmsen · Thorbjørn Patscheider · Jacob Larsen · Christian Pedersen · Martin Kristensen · Emil Blach | 5:46.75 |

### Femení
Categories no olímpiques
| Categoria: | Or: | Temps   | Plata: | Temps   | Bronze: | Temps   |
| W1x        | Txèquia · Miroslava Knapková | 7:26.64 | Belarús · Ekaterina Karsten | 7:28.68 | Nova Zelanda · Emma Twigg | 7:30.68 |
| W2x        | Regne Unit · Anna Watkins · Katherine Grainger | 6:44.73 | Austràlia · Kerry Hore · Kim Crow | 6:45.98 | Nova Zelanda · Fiona Paterson · Anna Reymer | 6:46.74 |
| W4x        | Alemanya · Julia Richter · Tina Manker · Stephanie Schiller · Britta Oppelt                                                                              | 6:18.37 | Estats Units · Stesha Carle · Natalie Dell · Adrienne Martelli · Megan Kalmoe                                                                                            | 6:19.90 | Nova Zelanda · Sarah Gray · Louise Trappitt · Fiona Bourke · Eve MacFarlane                                                                                     | 6:23.33 |
| W2−        | Nova Zelanda · Juliette Haigh · Rebecca Scown | 6:58.16 | Regne Unit · Helen Glover · Heather Stanning | 6:58.24 | Austràlia · Sarah Tait · Kate Hornsey | 7:03.98 |
| W4−        | Estats Units · Sarah Zelenka · Kara Kohler · Emily Regan · Sara Hendershot                                                                               | 6:30.30 | Austràlia · Peta White · Renee Chatterton · Pauline Frasca · Kate Hornsey                                                                                                | 6:31.18 | Països Baixos · Wianka van Dorp · Olivia van Rooijen · Ellen Hogerwerf · Femke Dekker                                                                           | 6:34.06 |
| W8+        | Estats Units · Esther Lofgren · Susan Francia · Meghan Musnicki · Taylor Ritzel · Jamie Redman · Amanda Polk · Caroline Lind · Elle Logan · Mary Whipple | 6:03.65 | Canadà · Janine Hanson · Rachelle Viinberg · Natalie Mastracci · Cristy Nurse · Krista Guloien · Ashley Brzozowicz · Darcy Marquardt · Andréanne Morin · Lesley Thompson | 6:04.39 | Regne Unit · Alison Knowles · Jo Cook · Jessica Eddie · Louisa Reeve · Natasha Page · Lindsey Maguire · Katie Solesbury · Victoria Thornley · Caroline O'Connor | 6:06.03 |
| LW1x       | Brasil · Fabiana Beltrame | 7:44.58 | Suïssa · Pamela Weisshaupt | 7:48.24 | Alemanya · Lena Müller | 7:50.44 |
| LW2x       | Grècia · Christina Giazitzidou · Alexandra Tsiavou | 6:59.80 | Canadà · Lindsay Jennerich · Patricia Obee | 7:03.46 | Regne Unit · Hester Goodsell · Sophie Hosking | 7:04.33 |
| LW4x       | Regne Unit · Stephanie Cullen · Imogen Walsh · Kathryn Twyman · Andrea Dennis                                                                            | 6:28.14 | R.P. de la Xina · Pan Dandan · Tang Chanjuan · Liu Jing · Yan Xiaohua | 6:30.41 | Estats Units · Hillary Saeger · Nicole Dinion · Lindsey Hochman · Katherine Robinson                                                                            | 6:33.91 |

### Categories adaptades
All boat classes (except IDMix4+) are also Paralympic.
| Categoria: | Or:                                                                                       | Temps   | Plata:                                                                                               | Temps   | Bronze:                                                                                              | Temps   |
| ASW1x      | Ucraïna · Alla Lysenko                                                                    | 5:39.52 | França · Nathalie Benoit                                                                             | 5:41.39 | Israel · Moran Samuel                                                                                | 5:49.97 |
| ASM1x      | Regne Unit · Tom Aggar                                                                    | 4:58.01 | Rússia · Alexey Chuvashev                                                                            | 5:00.09 | Austràlia · Erik Horrie                                                                              | 5:04.75 |
| TAMix2x    | R.P. de la Xina · Lou Xiaoxian · Fei Tianming                                             | 4:01.81 | França · Perle Bouge · Stephane Tardieu                                                              | 4:02.98 | Austràlia · John Maclean · Kathryn Ross                                                              | 4:05.13 |
| IDMix4+    | Hong Kong · Wang Sin Liu · King Shan Lam · Tung Chun Szeto · Kwok Man Tsui · Tsz Wai Chan | 3:51.08 | Alemanya · Clara von der Gruen · Paula Hamann · Fabian Neitzel · Maximilian Kunze · Florian Schaefer | 4:01.12 | Itàlia · Giorgia Indelicato · Elisabetta Tieghi · Luca Varesano · Francesco Borsani · Federico Zoppi | 4:01.41 |
| LTAMix4+   | Regne Unit · Pamela Relph · Naomi Riches · David Smith · James Roe · Lily Van Den Broecke | 3:27.10 | Canadà · Anthony Theriault · David Blair · Victoria Nolan · Meghan Montgomery · Laura Comeau         | 3:31.84 | Alemanya · Anke Molkenthin · Christiane Quirin · Martin Lossau · Michael Schulz · Katrin Splitt      | 3:33.27 |

## Medaller

### Categories masculina i femenina
| Posició | Estat           | Or | Plata | Bronze | Total |
| ------- | --------------- | -- | ----- | ------ | ----- |
| 1       | Regne Unit      | 5  | 3     | 4      | 12    |
| 2       | Nova Zelanda    | 4  | 1     | 4      | 9     |
| 3       | Austràlia       | 3  | 3     | 2      | 8     |
| 4       | Itàlia          | 2  | 4     | 2      | 8     |
| 5       | Alemanya        | 2  | 3     | 2      | 7     |
| 6       | Estats Units    | 2  | 1     | 1      | 4     |
| 7       | Txèquia         | 1  | 1     | 0      | 2     |
| 7       | Grècia          | 1  | 1     | 0      | 2     |
| 9       | Dinamarca       | 1  | 0     | 2      | 3     |
| 10      | Brasil          | 1  | 0     | 0      | 1     |
| 11      | Canadà          | 0  | 2     | 2      | 4     |
| 12      | Belarús         | 0  | 1     | 0      | 1     |
| 12      | R.P. de la Xina | 0  | 1     | 0      | 1     |
| 12      | Suïssa          | 0  | 1     | 0      | 1     |
| 15      | Croàcia         | 0  | 0     | 1      | 1     |
| 15      | França          | 0  | 0     | 1      | 1     |
| 15      | Països Baixos   | 0  | 0     | 1      | 1     |
| Total   | Total           | 22 | 22    | 22     | 66    |

### Categories adaptades
| Posició | Estat           | Or | Plata | Bronze | Total |
| ------- | --------------- | -- | ----- | ------ | ----- |
| 1       | Regne Unit      | 2  | 0     | 0      | 2     |
| 2       | R.P. de la Xina | 1  | 0     | 0      | 1     |
| 2       | Hong Kong       | 1  | 0     | 0      | 1     |
| 2       | Ucraïna         | 1  | 0     | 0      | 1     |
| 5       | França          | 0  | 2     | 0      | 2     |
| 6       | Alemanya        | 0  | 1     | 1      | 2     |
| 7       | Canadà          | 0  | 1     | 0      | 1     |
| 7       | Rússia          | 0  | 1     | 0      | 1     |
| 9       | Austràlia       | 0  | 0     | 2      | 2     |
| 10      | Israel          | 0  | 0     | 1      | 1     |
| 10      | Itàlia          | 0  | 0     | 1      | 1     |
| Total   | Total           | 5  | 5     | 5      | 15    |